# Dimitrios Pappas (Diplomat)
Dimitrios Pappas (griechisch Δημήτριος Παππάς auch Demetrios Pappas transkribiert; * 1894; † nach 1957) war ein griechischer Diplomat.

## Leben
Pappas studierte Rechts- und Staatswissenschaften an der Universität Athen und promovierte 1917 zum Dr. jur. Er trat in den diplomatischen Dienst des Königreichs Griechenland ein. 1919 kam er als Attaché an die griechische Gesandtschaft in Bern. In den Folgejahren war er Vizekonsul in Paris, Generalkonsul in Marseille, Jerusalem und Konstantinopel sowie Gesandter in Kairo. 1946 wurde er zum Direktor der Kulturellen Sektion im griechischen Außenministerium ernannt. Im Mai 1950 wechselte er als Gesandter nach Belgrad und kam im November desselben Jahres als Leiter der neu errichteten Diplomatischen Mission Griechenlands bei der Hohen Kommission nach Bonn. Mit Aufnahme der diplomatischen Beziehungen zwischen Griechenland und der Bundesrepublik Deutschland wurde er Anfang August 1951 zum Gesandten Griechenlands in der Bundesrepublik ernannt.
1953 ging er als Botschafter nach Addis Abeba und im Juni 1957 als Außerordentlicher und Bevollmächtigter Botschafter Griechenlands nach Moskau.

## Ehrungen
In Anerkennung seiner Verdienste um die Wiederherstellung der deutsch-griechischen Beziehungen wurde ihm Ende September 1952 das Großkreuz des Verdienstordens der Bundesrepublik Deutschland verliehen.